# Schossaritz
Schossaritz ist ein Gemeindeteil der Marktes Hiltpoltstein im Landkreis Forchheim (Oberfranken, Bayern).

## Geografie
Das Dorf liegt in der Nördlichen Frankenalb etwa zweieinhalb Kilometer nördlich von Hiltpoltstein auf 473 m ü. NHN.

## Geschichte

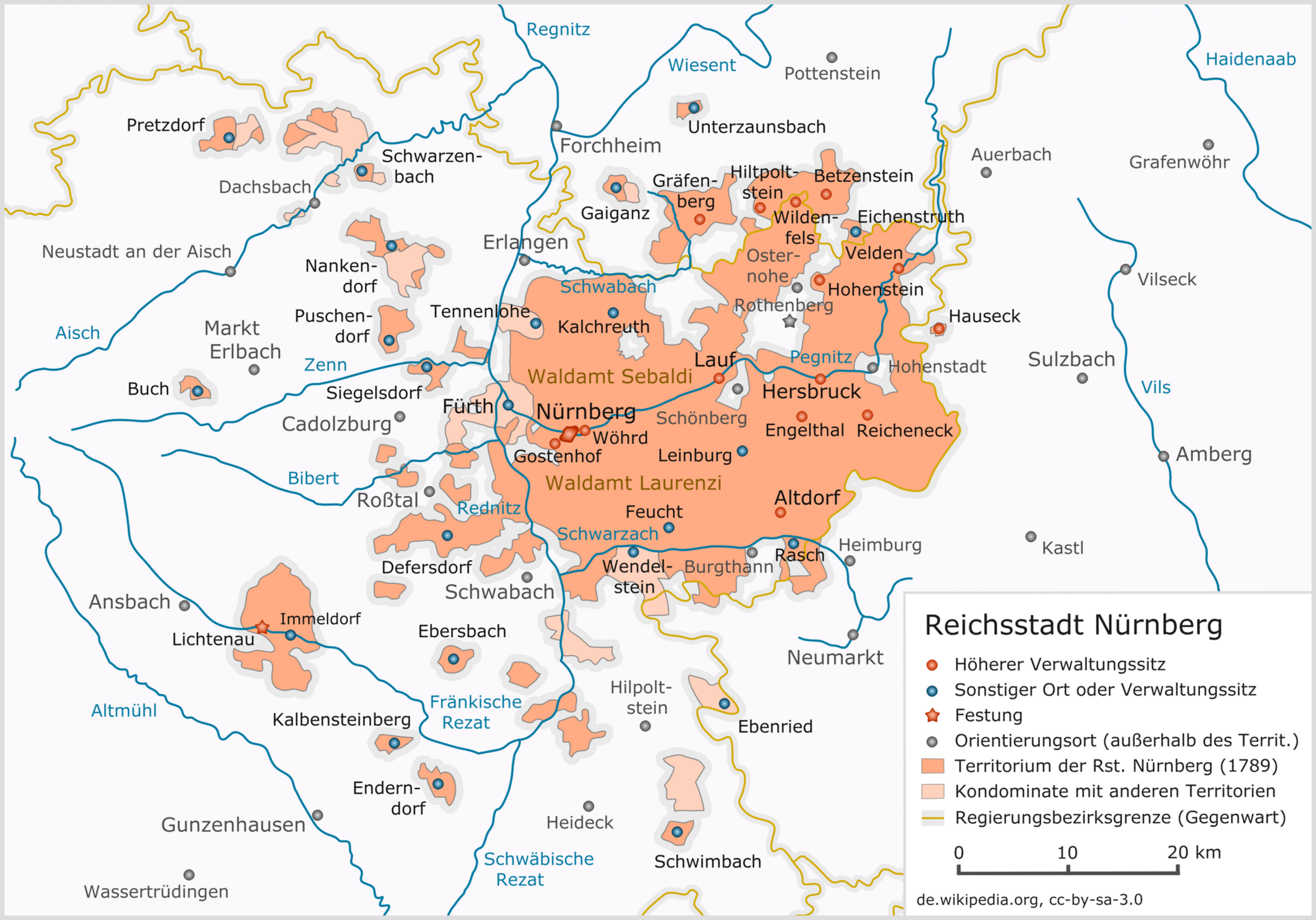
Das Landgebiet der Reichsstadt Nürnberg

Bis zum Beginn des 16. Jahrhunderts befand sich Schossaritz im Eigentum des zur Kurpfalz gehörenden Klosters Weißenohe, dann wurde es während des Landshuter Erbfolgekrieges wie zahlreiche andere kurpfälzische Orte von den Truppen der Reichsstadt Nürnberg besetzt. Obwohl der Landshuter Erbfolgekrieg 1505 mit dem Kölner Frieden endete, setzten sich die militärischen Auseinandersetzungen der Reichsstadt mit der Kurpfalz noch jahrelang fort, oftmals in der Form von Kleinkriegen. Erst nach jahrelangen Verhandlungen kam im Dezember 1520 ein Vertrag zustande, in dem der Reichsstadt der weitaus größte Teil der von ihr gemachten Eroberungen überlassen wurde, darunter auch Schossaritz. Verwaltungstechnisch ordnete die Reichsstadt den Ort ihrem 1503 eingerichteten Pflegamt Hiltpoltstein zu, das sowohl die Hochgerichtsbarkeit, als auch die Dorf- und Gemeindeherrschaft über den Ort ausübte. In den folgenden drei Jahrhunderten blieben diese Verhältnisse unverändert bestehen, bis im Jahr 1790 Kurfürst Karl Theodor von Pfalz-Baiern ohne Rechtsgrundlage alle zwischen der Reichsstadt und der Pfalz bzw. Baiern abgeschlossenen Verträge und Abkommen aufkündigte. Darauf wurden von Kurpfalz-Bayern auch alle Ortschaften sequestriert, die sich bis zum Landshuter Erbfolgekrieg im Besitz des Klosters Weißenohe befunden hatten; dadurch wurde Schossaritz zunächst bayerisch. 1803 wurde der Ort entsprechend der im Haupt-Landes-Grenz- und Purifikationsvergleich mit dem Königreich Preußen vereinbarten Bedingungen dem preußischen Ansbach-Bayreuth übergeben und damit später ein Bestandteil des Eschenauer Straßendistrikts, einer Korridorverbindung über eine Militärstraße der beiden geografisch voneinander getrennten Teile dieses Territoriums. Nach der preußischen Niederlage im Vierten Koalitionskrieg wurde das Dorf zusammen mit dem gesamten Fürstentum Bayreuth 1807 einer vom Französischen Kaiserreich eingesetzten Militärverwaltung unterstellt. Mit dem käuflichen Erwerb dieses Fürstentums im Jahr 1810 durch das Königreich Bayern wurde Schossaritz wieder bayerisch.
Durch die Verwaltungsreformen zu Beginn des 19. Jahrhunderts im Königreich Bayern wurde Schossaritz mit dem Zweiten Gemeindeedikt 1818 eine Ruralgemeinde, zu der das Dorf Almos gehörte. 1829 schloss sich die Gemeinde Schossaritz auf eigenen Wunsch der Gemeinde Großenohe an, zu der neben dem namensgebenden Ort auch die beiden Dörfer Kappel und Kemmathen sowie die Einöde Spiesmühle gehörten. Die dadurch vergrößerte Gemeinde führte nun den Namen Kappel. Im Zuge der Gebietsreform in Bayern wurde Schossaritz zusammen mit der gesamten Gemeinde Kappel im Jahr 1978 in den Markt Hiltpoltstein eingegliedert.

## Verkehr
Die Anbindung an das öffentliche Straßennetz wird durch eine Gemeindeverbindungsstraße hergestellt, die aus dem Süden von Hiltpoltstein kommend nach Schossaritz führt. Eine weitere Gemeindeverbindungsstraße verbindet den Ort mit dem etwa zweieinhalb Kilometer westsüdwestlich gelegenem Großenohe.

## Baudenkmäler

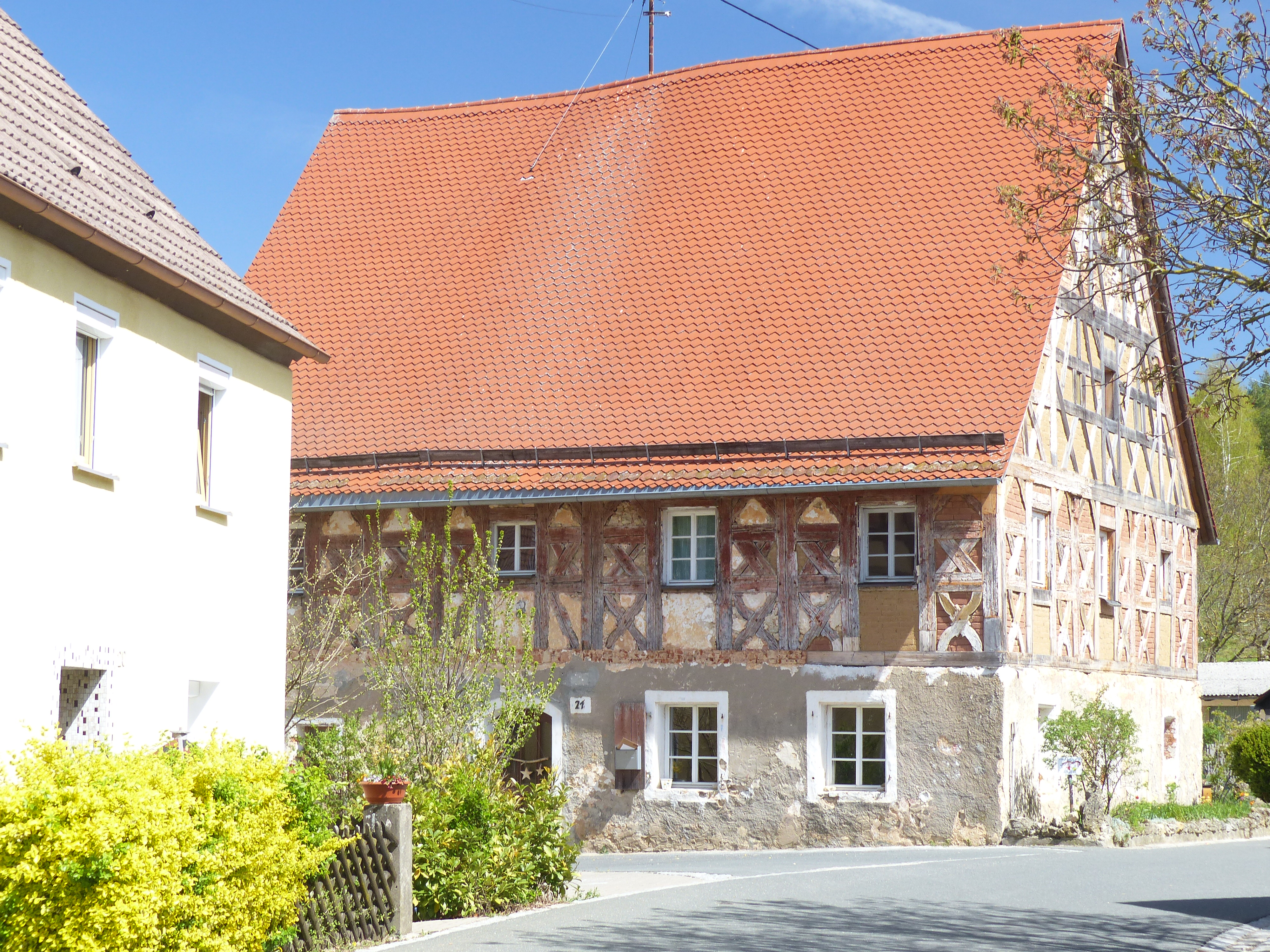
Das ehemalige Gasthaus von Schossaritz

Bei dem aus dem 17./18. Jahrhundert stammenden ehemaligen Gasthaus des Ortes handelt es sich um einen zweigeschossigen giebelständigen Satteldachbau, dessen Obergeschoss in Fachwerkbauweise ausgeführt ist.